# Utricularia fulva
Utricularia fulva är en tätörtsväxtart som beskrevs av Ferdinand von Mueller. Utricularia fulva ingår i släktet bläddror, och familjen tätörtsväxter. Inga underarter finns listade i Catalogue of Life.

## Bildgalleri

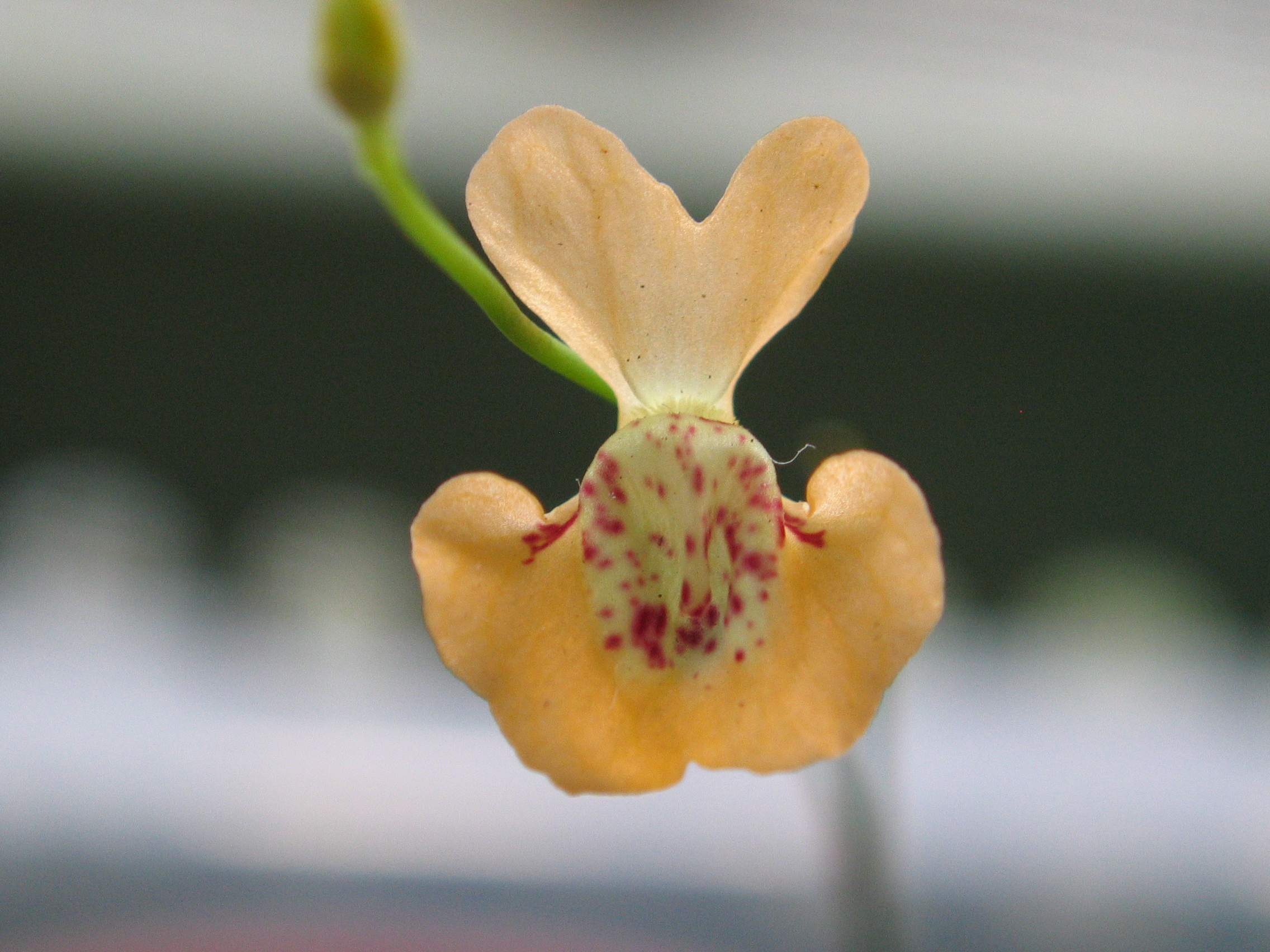
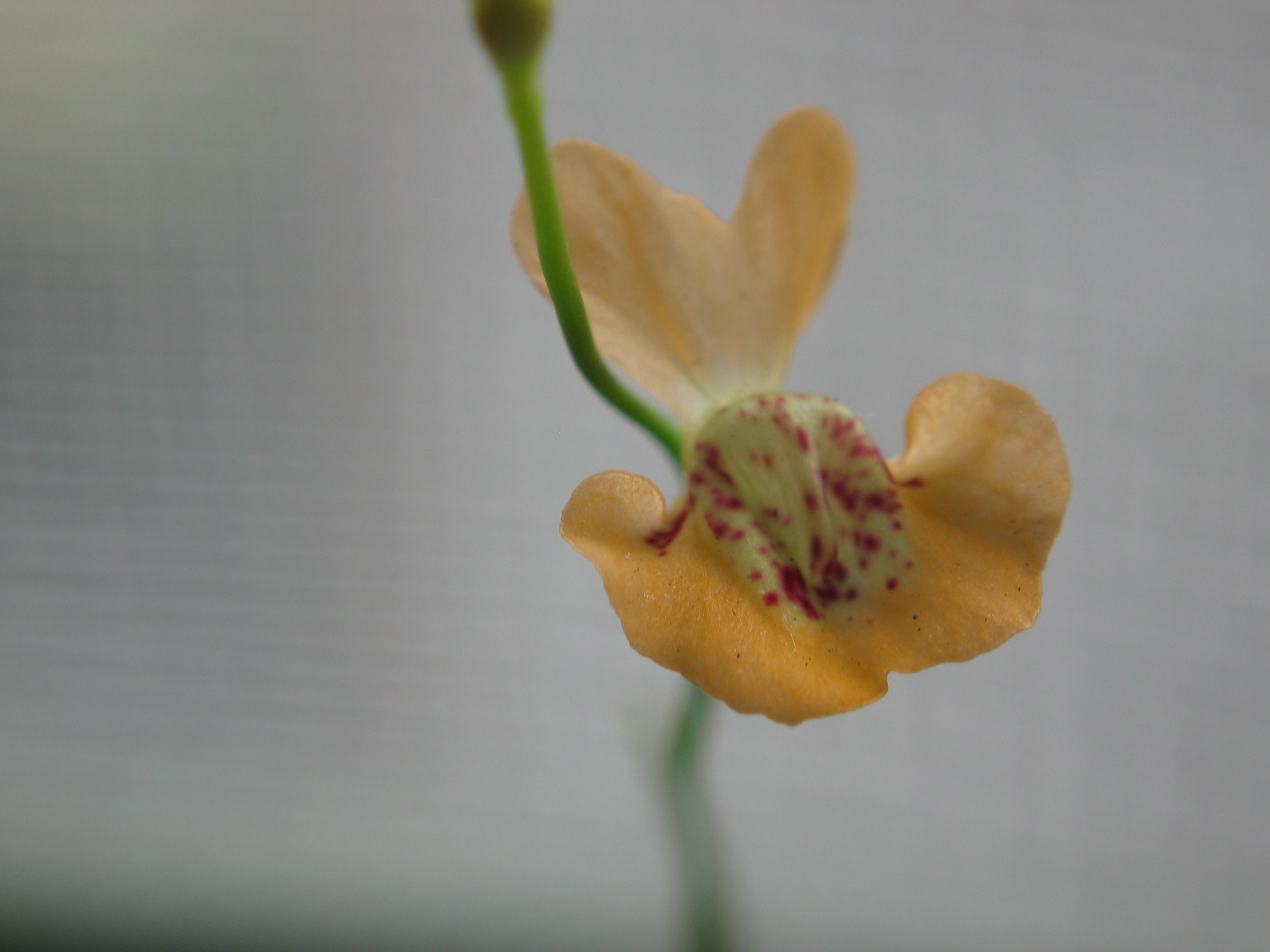
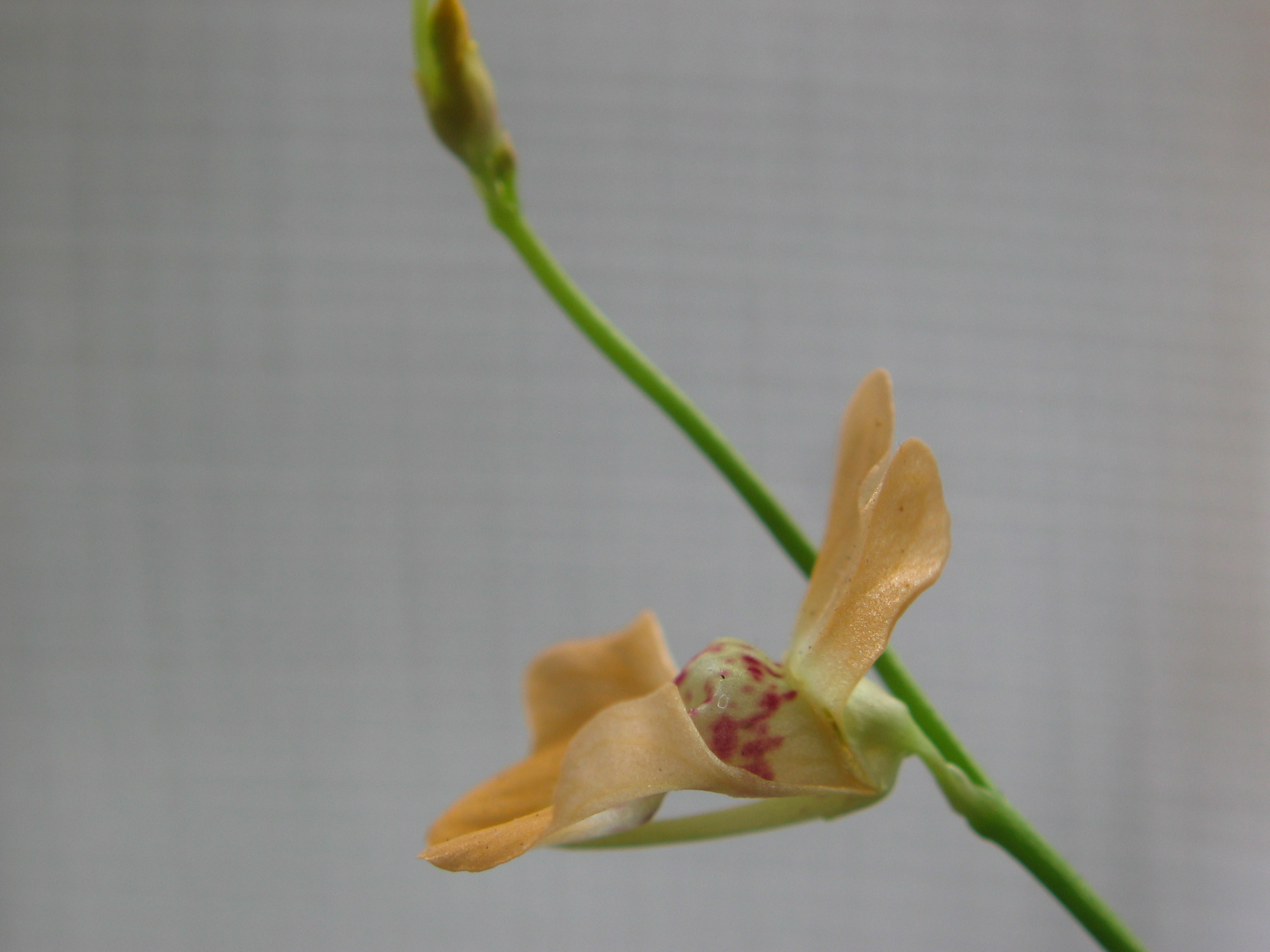
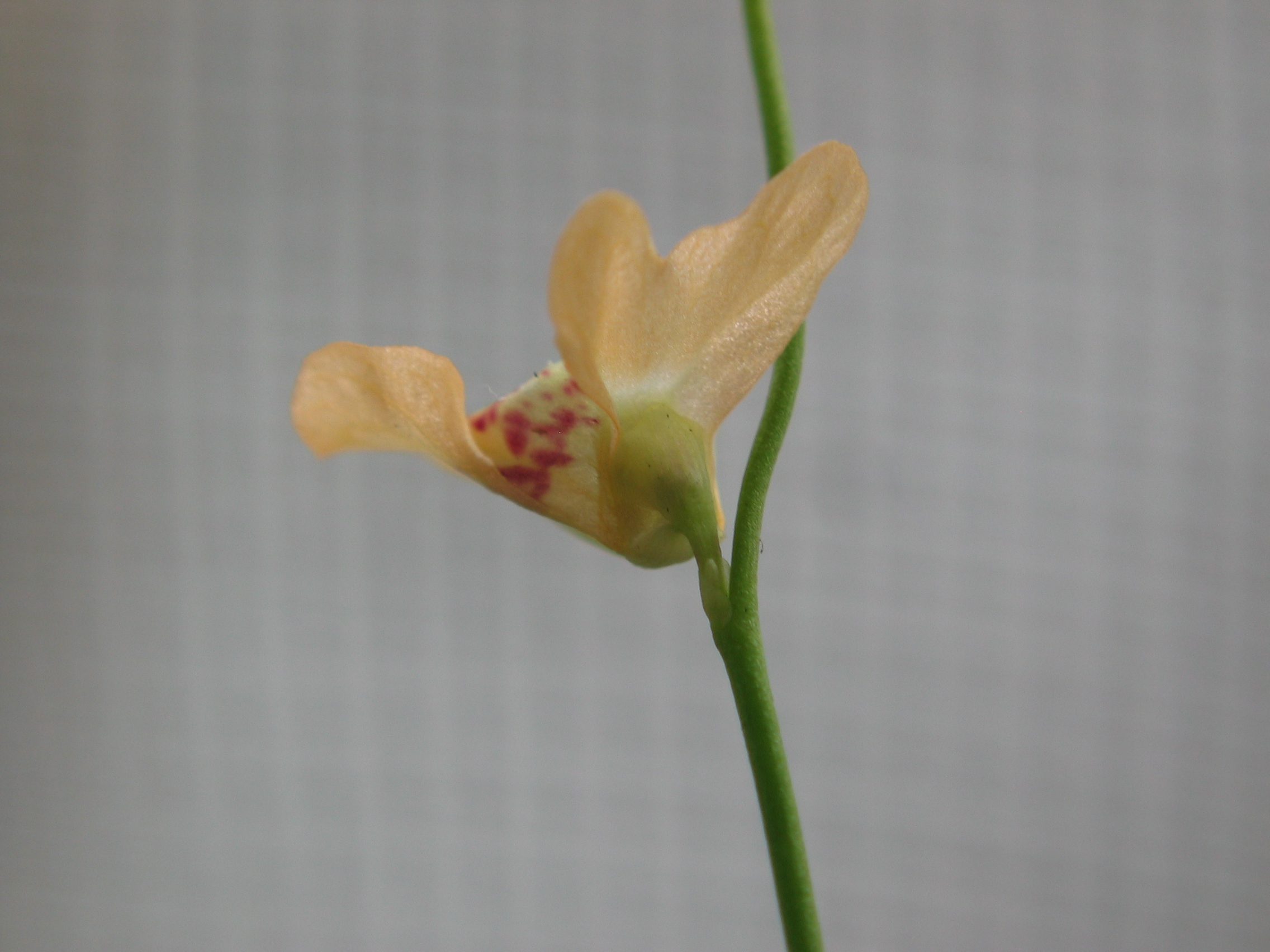
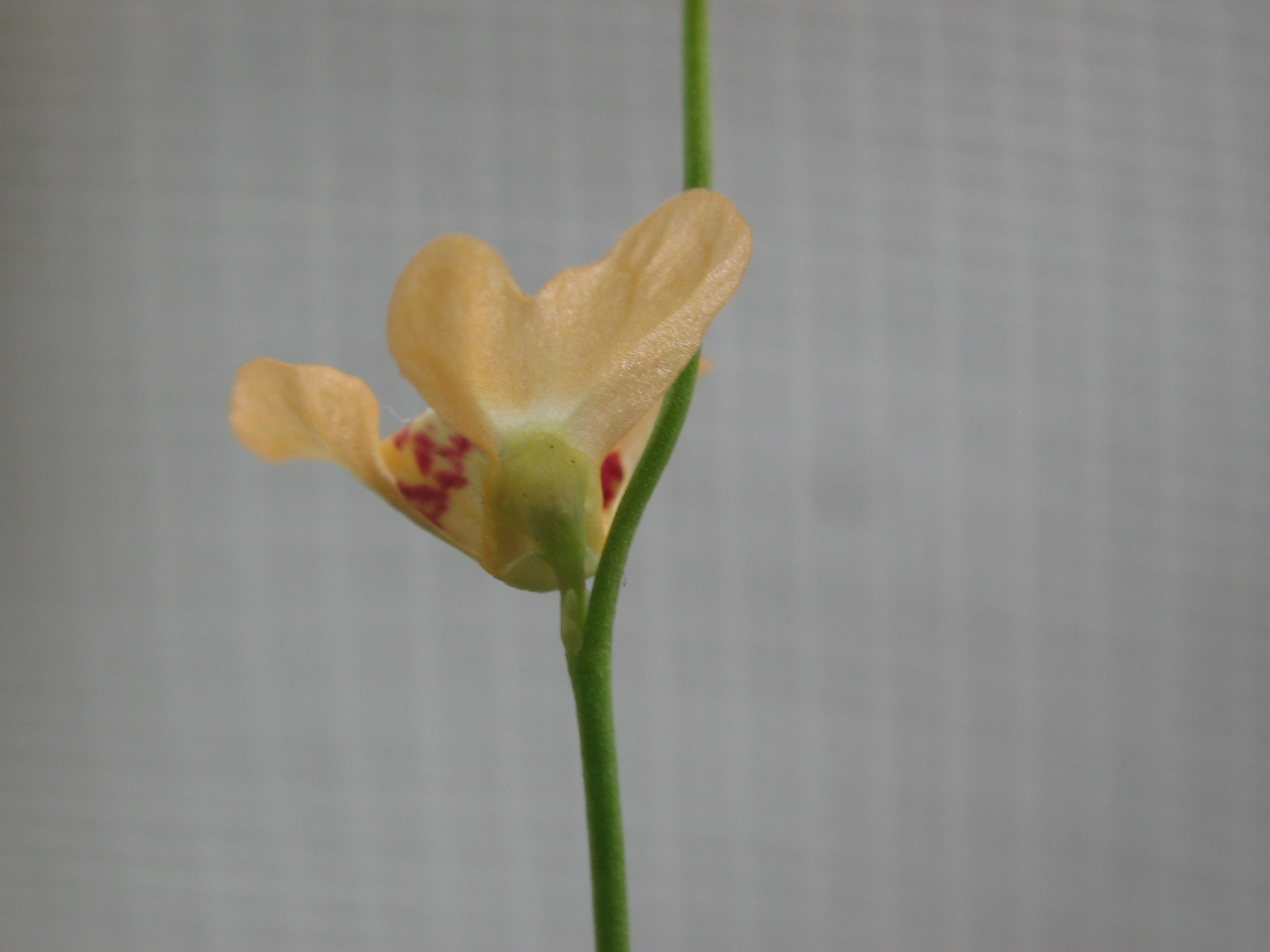
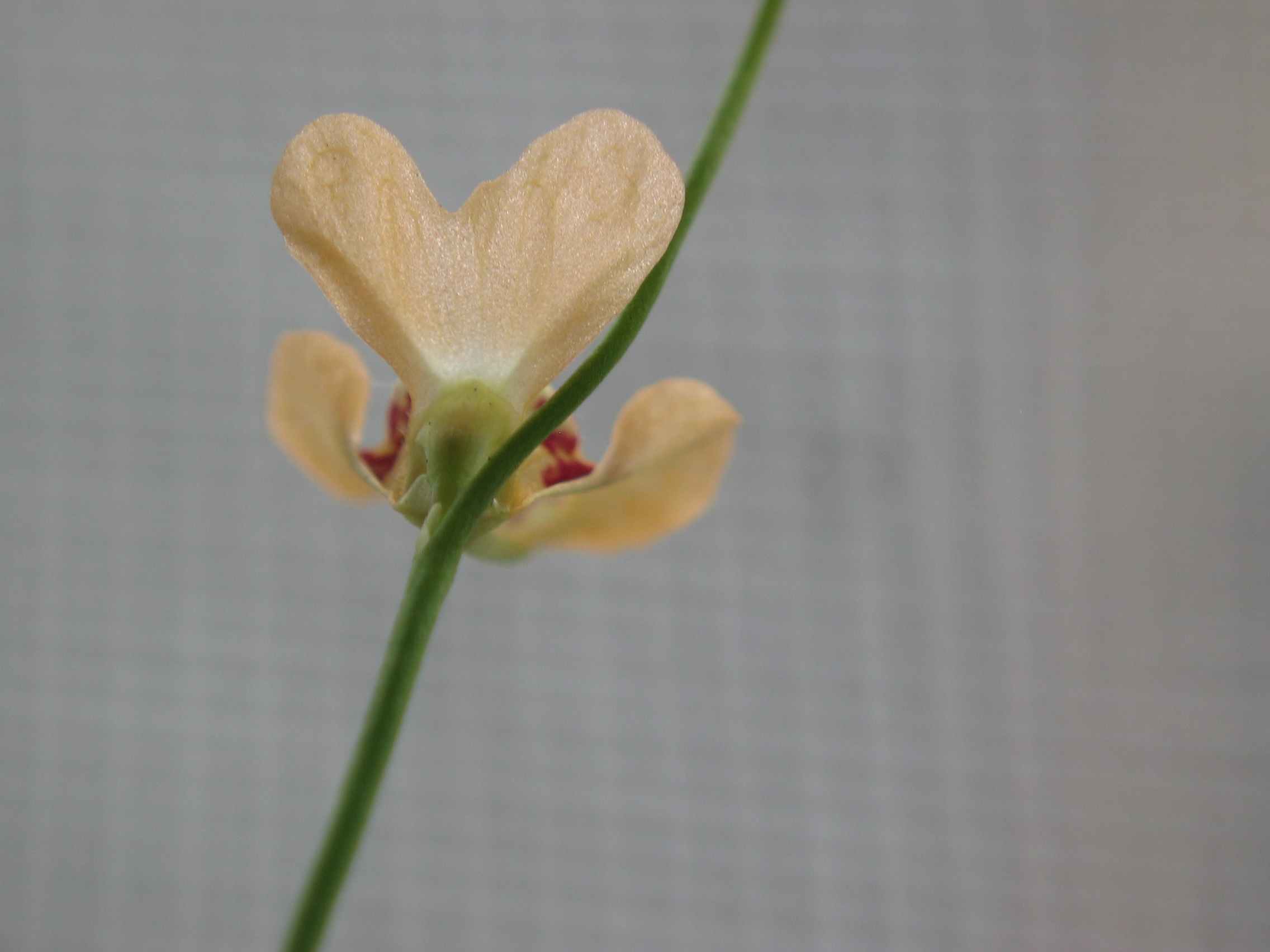